# Сирипонг Чаратсри, Сильвио
Сильвио Сирипонг Чаратсри (тайск. ซิลวีโอ สิริพงษ์ จรัสศรี , 10.12.1959 г., Баннокквук, Таиланд) — католический прелат, епископ Чантахбури с 4 апреля 2009 года.

## Биография
Сильвио Сирипонг Чаратсри родился 10 декабря 1959 года в населённом пункте Баннокквук, Самутсонгкхрам, Таиланд. 19 мая 1987 года был рукоположён в священника.
4 апреля 2009 года Римский папа Бенедикт XVI назначил Сильвио Сирипонга Чаратсри епископом Чантхабури. 4 июля 2009 состоялось рукоположение Сильвио Сирипонга Чаратсри в епископа, которое совершил епископ Лаврентий Тхиенчай Саманчит в сослужении с апостольским делегатом архиепископом Сальваторе Пеннаккио и кардиналом Михаилом Мичаи Китбунчу.